# Delectopecten vitreus
Delectopecten vitreus ist eine Muschel-Art aus der Familie der Kammmuscheln (Pectinidae).

## Merkmale
Das annähernd gleichklappige Gehäuse wird bis zu 25 Millimeter groß. Die etwas ungleichseitigen Klappen sind im Umriss annähernd rundlich bis schief-eiförmig, wobei das vordere Ende etwas enger gerundet ist als das hintere Ende. Die beiden Klappen sind nur mäßig gewölbt, und meist etwas höher als breit (lang). Fritz Nordsieck gibt folgende Maße an: 18 mm lang, 19 mm hoch und 6 mm dick. Die Maße der Unterart chaperi gibt er mit 17 mm Länge, 18,5 mm Höhe und 8 mm Dicke an. Der umbonale Winkel beträgt ca. 110°. Die vorderen Ohren sind vergleichsweise groß und besitzen einen tiefen Byssusschlitz und ein Ctenolium. Der obere Teil des vorderen Ohrs weist drei bis fünf radiale Linien oder Falten auf, das vordere Ende ist konvex gerundet, der innere Ende des Byssusschlitzes konkav gerundet. Die hinteren Ohren sind deutlich kleiner und kaum vom eigentlichen Gehäusekörper abgesetzt. Dorsalrand und Hinterrand bilden einen stumpfen Winkel (ca. 120°), der hintere Rand geht ohne merkliche Unterbrechung in den Hinterrand des Gehäusekörpers über.
Die grauweiße Schale ist dünn, zerbrechlich und durchscheinend (hyalin). Die Ornamentierung besteht aus sehr feinen radialen aufgesetzten Linien, die sich mit ebenfalls sehr feinen Anwachsstreifen in etwas unterschiedlichen Abständen kreuzen. Zum Rand werden radiale Linien und Anwachsstreifen etwas deutlicher. Die Kreuzungsstellen sind zu kleinen Warzen oder feinen Dornen entwickelt. Die Intensität der radialen Linien und Anwachsstreifen ist variabel; es kommen auch fast glatte Exemplare vor. Allerdings ist hier noch sichtbar, dass die feinen Warzen und Stacheln vermutlich noch zu Lebzeiten des Tieres verloren gingen.

## Ähnliche Arten
Delectopecten alcocki aus dem Indischen Ozean ist sehr ähnlich. Der Art fehlt aber die Verstärkung der Ornamentierung zum Gehäuserand hin. Delectopecten musorstomi Poutiers, 1981 von den Philippinen und Indonesien

## Geographische Verbreitung, Lebensraum und Lebensweise
Das Verbreitungsgebiet reicht vom Arktischen Ozean (Grönland, Nordnorwegen, arktisches Kanada) bis vor die Küsten Nordafrikas und Namibia. Sie kommt auch im Mittelmeer, den Gewässern um die Kanarischen Inseln und den Azoren. Nach Dijkstra und Goud kommt sie sogar bis Feuerland und der Antarktis vor. Poppe und Goto bezeichnen sie sogar als kosmopolitische Art.
Die Tiere leben mit Byssus angeheftet auf einem Hartgrund oft zwischen Tiefwasserkorallen am Schelfrand oder am Schelfabhang bis in die Tiefsee. Selten kommen sie auch in flacherem Wasser vor. Die Tiefenverbreitung wird von Fritz Nordsieck mit 37 Meter Wassertiefe bis 3.125 Meter Wassertiefe. Dijkstra und Goud nennen 70 m bis 4.255 m. Sie ist im Nordatlantik ein Bestandteil der Lophelia pertusa-Tiefwasserkorallengemeinschaft. Hier werden die Exemplare häufig von der parasitisch-räuberischen Foraminifere Hyrrokkin sarcophaga attackiert.

## Taxonomie
Das Taxon wurde von Johann Friedrich Gmelin 1791 als Ostrea vitrea aufgestellt. Er gab jedoch keine Abbildung, sondern verwies auf drei 1784 bei Johann Hieronymus Chemnitz auf Tafel 67 abgebildete Eyemplare (Fig.637a,b,a), die somit Syntypen der Art sind. Das Taxon wird heute allgemein akzeptiert zur Gattung Delectopecten Stewart, 1930 gestellt. Die MolluscaBase nennt eine ganze Reihe von Synonymen: Chlamys abyssorum (M. Sars, 1868), Chlamys chaperi Dautzenberg & Fischer, 1897, Chlamys papyracea Röding, 1798, Pseudamussium gelatinosum Mabille & Rochebrune, 1889, Pecten vitreus var. albida Locard, 1888, Pecten vitreus var. denudata Locard, 1898, Pecten vitreus var. elongata Locard, 1898, Pecten vitreus var. inflata Locard, 1898, Pecten vitreus var. lavigata Lovén, 1846, Pecten vitreus var. minor Locard, 1888 und Pecten vitreus var. sublaevigata Locard, 1888.

## Belege

### Online
- Marine Bivalve Shells of the British Isles: Delectopecten vitreus (Gmelin, 1791) (Website des National Museum Wales, Department of Natural Sciences, Cardiff)